# Grand Prix Abú Zabí 2018
Grand Prix Abú Zabí 2018 (oficiálně Formula 1 2018 Etihad Airways Abu Dhabi Grand Prix) se jela na okruhu Yas Marina, v emirátu Abú Zabí ve Spojených arabských emirátech dne 25. listopadu 2018. Závod byl dvacátým-prvním a zároveň posledním v pořadí v sezóně 2018 šampionátu Formule 1.

## Kvalifikace
| Poř.                       | No. | Jezdec            | Konstruktér               | Časy v kvalifikaci | Časy v kvalifikaci | Časy v kvalifikaci | Pořadí na startu |
| Poř.                       | No. | Jezdec            | Konstruktér               | Q1                 | Q2                 | Q3                 | Pořadí na startu |
| -------------------------- | --- | ----------------- | ------------------------- | ------------------ | ------------------ | ------------------ | ---------------- |
| 1                          | 44  | Lewis Hamilton    | Mercedes                  | 1:36.828           | 1:35.693           | 1:34.794           | 1                |
| 2                          | 77  | Valtteri Bottas   | Mercedes                  | 1:36.789           | 1:36.392           | 1:34.956           | 2                |
| 3                          | 5   | Sebastian Vettel  | Ferrari                   | 1:36.775           | 1:36.345           | 1:35.125           | 3                |
| 4                          | 7   | Kimi Räikkönen    | Ferrari                   | 1:37.010           | 1:36.735           | 1:35.365           | 4                |
| 5                          | 3   | Daniel Ricciardo  | Red Bull Racing-TAG Heuer | 1:37.117           | 1:36.964           | 1:35.401           | 5                |
| 6                          | 33  | Max Verstappen    | Red Bull Racing-TAG Heuer | 1:37.195           | 1:36.144           | 1:35.589           | 6                |
| 7                          | 8   | Romain Grosjean   | Haas-Ferrari              | 1:37.575           | 1:36.732           | 1:36.192           | 7                |
| 8                          | 16  | Charles Leclerc   | Sauber-Ferrari            | 1:37.124           | 1:36.580           | 1:36.237           | 8                |
| 9                          | 31  | Esteban Ocon      | Force India-Mercedes      | 1:36.936           | 1:36.814           | 1:36.540           | 9                |
| 10                         | 27  | Nico Hülkenberg   | Renault                   | 1:37.569           | 1:36.630           | 1:36.542           | 10               |
| 11                         | 55  | Carlos Sainz Jr.  | Renault                   | 1:37.757           | 1:36.982           |                    | 11               |
| 12                         | 9   | Marcus Ericsson   | Sauber-Ferrari            | 1:37.619           | 1:37.132           |                    | 12               |
| 13                         | 20  | Kevin Magnussen   | Haas-Ferrari              | 1:37.934           | 1:37.309           |                    | 13               |
| 14                         | 11  | Sergio Pérez      | Force India-Mercedes      | 1:37.255           | 1:37.541           |                    | 14               |
| 15                         | 14  | Fernando Alonso   | McLaren-Renault           | 1:37.890           | 1:37.743           |                    | 15               |
| 16                         | 28  | Brendon Hartley   | Scuderia Toro Rosso-Honda | 1:37.994           |                    |                    | 16               |
| 17                         | 10  | Pierre Gasly      | Scuderia Toro Rosso-Honda | 1:38.166           |                    |                    | 17               |
| 18                         | 2   | Stoffel Vandoorne | McLaren-Renault           | 1:38.577           |                    |                    | 18               |
| 19                         | 35  | Sergej Sirotkin   | Williams-Mercedes         | 1:38.635           |                    |                    | 19               |
| 20                         | 18  | Lance Stroll      | Williams-Mercedes         | 1:38.682           |                    |                    | 20               |
| 107% času vítěze: 1:43.549 |     |                   |                           |                    |                    |                    |                  |
| Zdroj:                     |     |                   |                           |                    |                    |                    |                  |

## Závod
| Poř.   | No. | Jezdec            | Konstruktér               | Počet kol | Čas/Odstoupení | Pořadí na startu | Body |
| ------ | --- | ----------------- | ------------------------- | --------- | -------------- | ---------------- | ---- |
| 1      | 44  | Lewis Hamilton    | Mercedes                  | 55        | 1:39:40.382    | 1                | 25   |
| 2      | 5   | Sebastian Vettel  | Ferrari                   | 55        | +2.581         | 3                | 18   |
| 3      | 33  | Max Verstappen    | Red Bull Racing-TAG Heuer | 55        | +12.706        | 6                | 15   |
| 4      | 3   | Daniel Ricciardo  | Red Bull Racing-TAG Heuer | 55        | +15.379        | 5                | 12   |
| 5      | 77  | Valtteri Bottas   | Mercedes                  | 55        | +47.957        | 2                | 10   |
| 6      | 55  | Carlos Sainz Jr.  | Renault                   | 55        | +1:12.548      | 11               | 8    |
| 7      | 16  | Charles Leclerc   | Sauber-Ferrari            | 55        | +1:30.789      | 8                | 6    |
| 8      | 11  | Sergio Pérez      | Force India-Mercedes      | 55        | +1:31.275      | 14               | 4    |
| 9      | 8   | Romain Grosjean   | Haas-Ferrari              | 54        | +1 kolo        | 7                | 2    |
| 10     | 20  | Kevin Magnussen   | Haas-Ferrari              | 54        | +1 kolo        | 13               | 1    |
| 11     | 14  | Fernando Alonso   | McLaren-Renault           | 54        | +1 kolo        | 15               |      |
| 12     | 28  | Brendon Hartley   | Scuderia Toro Rosso-Honda | 54        | +1 kolo        | 16               |      |
| 13     | 18  | Lance Stroll      | Williams-Mercedes         | 54        | +1 kolo        | 20               |      |
| 14     | 2   | Stoffel Vandoorne | McLaren-Renault           | 54        | +1 kolo        | 18               |      |
| 15     | 35  | Sergej Sirotkin   | Williams-Mercedes         | 54        | +1 kolo        | 19               |      |
| Ret    | 10  | Pierre Gasly      | Scuderia Toro Rosso-Honda | 46        | Motor          | 17               |      |
| Ret    | 31  | Esteban Ocon      | Force India-Mercedes      | 44        | Motor          | 9                |      |
| Ret    | 9   | Marcus Ericsson   | Sauber-Ferrari            | 24        | Ztráta výkonu  | 12               |      |
| Ret    | 7   | Kimi Räikkönen    | Ferrari                   | 6         | Ztráta výkonu  | 4                |      |
| Ret    | 27  | Nico Hülkenberg   | Renault                   | 0         | Kolize         | 10               |      |
| Zdroj: |     |                   |                           |           |                |                  |      |

Poznámky
1. 1 2  Fernando Alonso a Esteban Ocon obdrželi penalizaci 3 sekund ze opuštění trati a získání výhody.

## Konečné pořadí šampionátu
Pohár jezdců
|   | Pořadí | Jezdec           | Body |
| - | ------ | ---------------- | ---- |
|   | 1      | Lewis Hamilton   | 408  |
|   | 2      | Sebastian Vettel | 320  |
|   | 3      | Kimi Räikkönen   | 251  |
| 1 | 4      | Max Verstappen   | 249  |
| 1 | 5      | Valtteri Bottas  | 247  |

Pohár konstruktérů
|  | Pořadí | Konstruktér               | Body |
|  | ------ | ------------------------- | ---- |
|  | 1      | Mercedes                  | 655  |
|  | 2      | Ferrari                   | 571  |
|  | 3      | Red Bull Racing-TAG Heuer | 419  |
|  | 4      | Renault                   | 122  |
|  | 5      | Haas-Ferrari              | 93   |